# Hofstetten (Roth)
Hofstetten (fränkisch: Hofschdädn) ist ein Gemeindeteil der Kreisstadt Roth im Landkreis Roth (Mittelfranken, Bayern). Hofstetten liegt in der Gemarkung Eckersmühlen.

## Geografie
Das Dorf liegt etwa 3,5 km südöstlich von Roth. Die Roth teilt mit ihren Auen den Ort in einen westlichen und einen östlichen Teil. Im Nordwesten grenzt das Waldgebiet „Lohe“ an, im Norden befindet sich eine Deponie, im Nordwesten liegt das „Ödweiherholz“ mit dem „Hundsrücken“ 362 m ü. NHN. Im Osten grenzt das Waldgebiet „In der Rucht“ an.
An Hofstetten vorbei verläuft die Staatsstraße 2220 nach Eckersmühlen (1,6 km südöstlich) bzw. zu einer Anschlussstelle an die Bundesstraße 2 bei Roth (2,3 km nordwestlich). Eine Gemeindeverbindungsstraße führt ebenfalls nach Eckersmühlen (1,5 km südöstlich). Parallel zur St 2220 verläuft die Bahnstrecke Roth–Greding. Von 1888 bis 1987 hatte Hofstetten einen Haltepunkt an der Strecke, bevor dieser aus Kostengründen geschlossen wurde.

## Geschichte
Erstmals urkundlich erwähnt wurde der Ort 1297 als „Hofstetten“. Aus einer auf ca. 1190 zu datierenden Lehenurkunde des Bamberger Domkapitels, die das Amt Roth beschreibt, geht hervor, dass Hofstetten im Gebiet dieses Amtes gelegen haben muss. Erst 1431 wurden die einzelnen Orte des ehemaligen Besitzes namentlich aufgelistet. Im Urbar für das burggräfliche Amt Roth, das ca. 1360 aufgestellt wurde, wurden für „Hofsteten“ 5 Huben, 7 Gereute, 1 Reutacker und 1 Reutwiese aufgeführt. Im Urbar des nunmehr markgräflichen Amtes Roth von 1434 wurde zusätzlich eine Mühle aufgeführt. Im 16-Punkte-Bericht des Jahres 1608 sind für den Ort 13 Anwesen verzeichnet.
Gegen Ende des 18. Jahrhunderts gab es in Hofstetten 14 Anwesen (2 Ganzhöfe, 2 Halbhöfe, 4 Köblergüter, 1 Gut mit Mahlmühle, 4 Gütlein, 1 Leerhaus) und ein Gemeindehirtenhaus. Das Hochgericht übte das brandenburg-ansbachische Oberamt Roth aus. Die Dorf- und Gemeindeherrschaft sowie die Grundherrschaft über alle Anwesen hatte das Kastenamt Roth. 1799 gab es im Ort 12 Anwesen.
Von 1797 bis 1808 unterstand der Ort dem Justiz- und Kammeramt Roth. Im Rahmen des Gemeindeedikts wurde Hofstetten dem 1808 gebildeten Steuerdistrikt Eckersmühlen und der 1811 gegründeten Ruralgemeinde Eckersmühlen zugeordnet. Im Zuge der Gebietsreform in Bayern wurde der Ort zusammen mit Eckersmühlen am 1. Mai 1978 nach Roth eingemeindet.

### Baudenkmal
- Haus Nr. 7: Wohnstallhaus[15]

### Einwohnerentwicklung
| Jahr      | 001818 | 001840 | 001861 | 001871 | 001885 | 001900 | 001925 | 001950 | 001961 | 001970 | 001987 | 002018 |
| Einwohner | 81     | 76     | 93     | 75     | 105    | 86     | 78     | 95     | 88     | 87     | 80     | 125    |
| Häuser    | 16     | 15     |        |        | 16     | 16     | 16     | 16     | 14     |        | 23     |        |
| Quelle    | [ 17 ] | [ 18 ] | [ 19 ] | [ 20 ] | [ 21 ] | [ 22 ] | [ 23 ] | [ 24 ] | [ 25 ] | [ 26 ] | [ 27 ] | [ 28 ] |

## Religion
Hofstetten ist seit der Reformation evangelisch-lutherisch geprägt und bis heute nach Zu unserer lieben Frau (Roth) gepfarrt. Die Katholiken sind nach Maria Aufnahme in den Himmel (Roth) gepfarrt.